# Rocksteady
Rocksteady  é um gênero musical surgido na Jamaica em meados da década de 1960, apreciado pelos rude boys, semelhante aos gêneros reggae e ao ska. 
Basicamente, o rocksteady é semelhante ao ska lento (com metade da velocidade), a voz junto com o piano (substituindo o trombone) e o baixo ganham mais evidência, mais proeminentes e sincopados, e os instrumentos de metal tem sua importância diminuida.
Em 1966 surgiu um dos pioneiros do gênero, Hopeton Lewis, na seção de gravação da música “Take It Easy“. Quando Lewis não conseguindo cantar a música na velocidade do beat do Ska, solicitou a banda a diminuíção do tempo da música. Superando as expectativas, a música virou um sucesso.
As composições desse estilo são em maioria voltadas a consciência política e protesto sociais. Há um foco maior em harmonias, particularmente nos trios como: The Heptones, The Gaylads, The Dominoes, Toots & The Maytals, The Aces e The Wailers. E também em carreira solo como Alton Ellis, Ken Boothe, Hopeton Lewis, Derrick Harriott, e Bob Andy.
Este gênero foi um dos precursores do reggae. Com uma velocidade moderada,  permitia uma dança mais sensual, virando febre na época nos sistemas de sons do país. Muitos artistas de reggae começaram tocando Rocksteady ou sairam de grupos vocais deste gênero para a carreira solo, como por exemplo: Junior Biles dos Versatiles, John Holt dos Paragons, e Bob Marley dos Wailing Wailers.